# Aloys Bach
Aloys Bach (ur. 29 maja 1770 w Ołdrzychowicach Kłodzkich – zm. 1 lutego 1845 w Szalejowie Górnym na ziemi kłodzkiej) – profesor i rektor królewskiego gimnazjum katolickiego w Kłodzku.

## Życiorys
Aloys Bach spędził swoje dzieciństwo do roku 1779 w rodzinnych Ołdrzychowicach, a następnie w Szalejowie, gdzie jego ojciec pracował jako nauczyciel w miejscowej szkole. On sam został uczniem gimnazjum w Kłodzku, później studentem wydziału filozofii i teologii na Uniwersytecie Wrocławskim (wówczas: Universität Breslau). Po uzyskaniu święceń kapłańskich został w 1796 r. nauczycielem domowym przy opactwie trzebnickim. W 1804 r. został nauczycielem gimnazjum katolickiego we Wrocławiu, w 1808 r. został mianowany profesorem w tymże gimnazjum.
Na własne życzenie został Aloys Bach przeniesiony w 1812 r. na równorzędne stanowisko w królewskim gimnazjum katolickim w Kłodzku, gdzie wykładał łacińskich klasyków w wyższych klasach. Dodatkowo został mianowany w 1818 r. przez Królewski Zarząd Szkolny rektorem w tymże gimnazjum. Oprócz nauki wymagał również od swoich uczniów wykształcenia muzycznego oraz aktywności sportowej.
Z powodów zdrowotnych Aloys Bach przeszedł w 1831 r. na emeryturę i zamieszkał w niewielkiej posiadłości w Szalejowie Górnym. Tam napisał Urkundliche Kirchengeschichte der Grafschaft Glatz (Historia kościelna Hrabstwa Kłodzkiego), gdzie zawarł m.in. opis historyczno-statystyczny parafii i kościołów kłodzkich wraz z duchowieństwem. Dzieło zostało opublikowane w 1841 we Wrocławiu i należy do najwybitniejszych monografii historycznych tego regionu. W swojej spuściźnie pozostawił ponadto obszerny rękopis Geschichte der Pfarrei Oberschwedeldorf (Historia parafii w Szalejowie Górnym), który do 1945 r. przechowywany był w miejscowym archiwum parafialnym.
Aloys Bach w testamencie zapisał znaczną część swojego majątku na stypendia i nagrody dla ubogich uczniów i studentów.
Po śmierci spoczął na cmentarzu w Szalejowie Górnym.

## Dzieła
- Über die Beschaffenheit und den verschiedenartigen Zweck der von den ältesten Völkern bis in die Zeiten des Christentums bestandenen Asyle, Glatz 1827
- Urkundliche Kirchengeschichte der Grafschaft Glaz, Breslau 1841
- Geschichte und Beschreibung des Klosters Trebnitz, Neisse 1859
- Die Grafschaft Glatz unter dem Gouvernement des Generals Heinrich August Freiherrn de la Motte Fougué, Habelschwerdt 1885
- Geschichte der Pfarrei Oberschwedeldorf (handschriftliches Exemplar, bis 1945 Pfarrarchiv Oberschwedeldorf)